# Campeonato de Escocia de Rugby 2018-19
El Campeonato de Escocia de Rugby (Premiership) de 2018-19 fue la 46° edición del principal torneo de rugby de Escocia.
Fue la última temporada en la competencia de los equipos Ayr, Boroughmuir, Heriot's FP, Melrose, Stirling County y Watsonians quienes fueron seleccionados para formar el Súper 6, el nuevo torneo profesional de Escocia.

## Sistema de disputa
El torneo se disputó en formato de todos contra todos en la que cada equipo enfrentó a cada uno de sus rivales.
Los mejores cuatro equipos clasificaron a la fase final, consistente en dos partidos semifinales y una final.

## Clasificación
| Pos. | Equipo              | Encuentros | Encuentros | Encuentros | Encuentros | Tantos | Tantos | Tantos | Puntos |
| Pos. | Equipo              | PJ         | PG         | PE         | PP         | F      | C      | Dif    | Puntos |
| ---- | ------------------- | ---------- | ---------- | ---------- | ---------- | ------ | ------ | ------ | ------ |
| 1.º  | Ayr RFC             | 18         | 14         | 0          | 4          | 516    | 287    | +229   | 71     |
| 2.º  | Heriot's FP         | 18         | 13         | 1          | 4          | 569    | 293    | +276   | 67     |
| 3.º  | Currie Chieftains   | 18         | 13         | 0          | 5          | 536    | 368    | +168   | 67     |
| 4.º  | Melrose RFC         | 18         | 12         | 1          | 5          | 533    | 341    | +192   | 62     |
| 5.º  | Watsonians          | 18         | 12         | 0          | 6          | 441    | 344    | +97    | 57     |
| 6.º  | Stirling County RFC | 18         | 8          | 0          | 10         | 409    | 487    | -78    | 46     |
| 7.º  | Boroughmuir RFC     | 18         | 8          | 0          | 10         | 471    | 409    | +62    | 44     |
| 8.º  | Glasgow Hawks       | 18         | 3          | 0          | 15         | 339    | 644    | -305   | 20     |
| 9.º  | Hawick RFC          | 18         | 4          | 0          | 14         | 251    | 586    | -335   | 19     |
| 10.º | Edinburgh Accies    | 18         | 2          | 0          | 16         | 284    | 590    | -306   | 14     |

|  | Semifinalistas. |

### Fase final

#### Semifinal
| 23 de marzo de 2019 | Ayr RFC | 15 - 12 | Melrose RFC |  |  |

| 23 de marzo de 2019 | Heriot's FP | 35 - 10 | Currie Chieftains |  |  |

#### Final
| 6 de abril de 2019 | Ayr RFC | 29 - 23 | Heriot's FP |  |  |

| Bandera de Escocia |
| Campeón Ayr RFC    |
| Cuarto título      |